# Ирландия на летних Олимпийских играх 1964
Ирландия на летних Олимпийских играх 1964 заняла 35-е место в общекомандном медальном зачёте, получив 1 бронзовую медаль (боксёр Джим Маккорт).
Следующую медаль ирландцы завоюют лишь через 16 лет на Олимпиаде-1980 в Москве.

## Медалисты

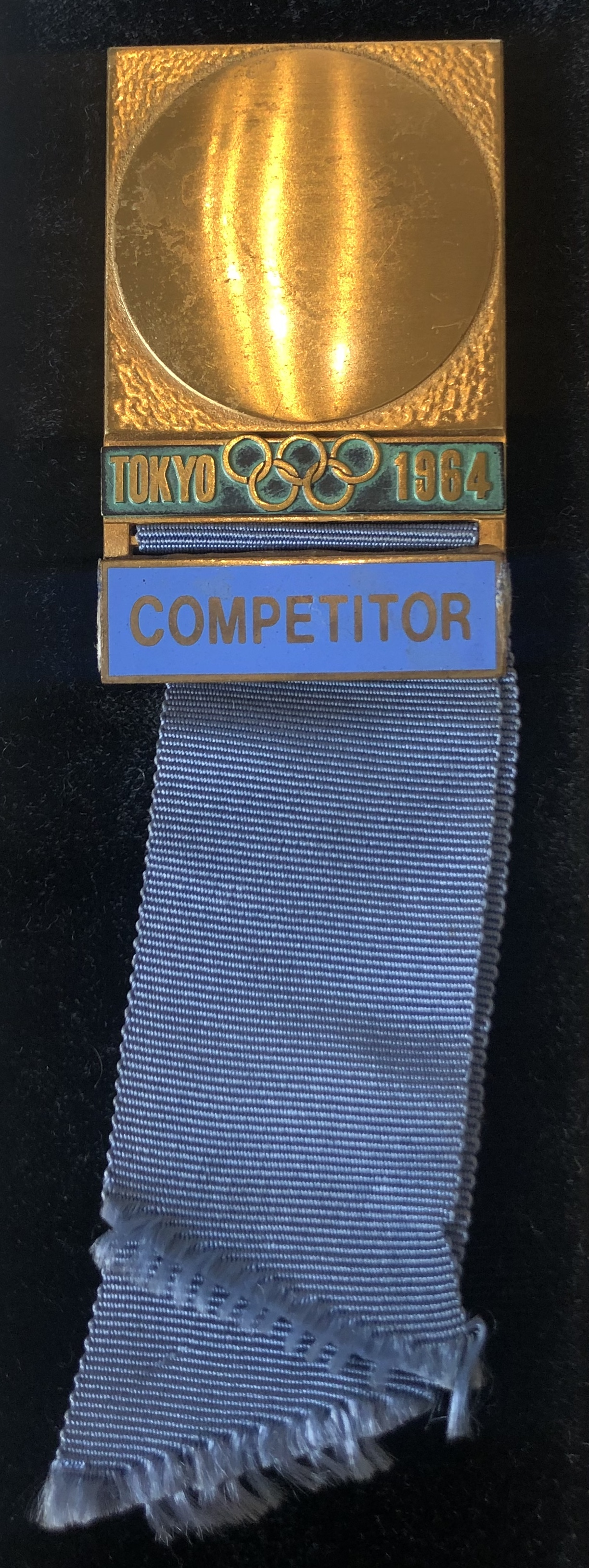

### Бронза
| Бронза |              |                            |
| №      | Спортсмены   | Вид спорта (дисциплина)    |
| 1      | Джим Маккорт | Бокс (мужчины, лёгкий вес) |